# Tachysphex unicolor
Tachysphex unicolor é uma espécie de insetos himenópteros, mais especificamente de vespas pertencente à família Crabronidae.
A autoridade científica da espécie é Panzer, tendo sido descrita no ano de 1806.
Trata-se de uma espécie presente no território português.